# Hub (Weitnau)
Hub (mundartlich: Huəb) ist ein Gemeindeteil der Marktgemeinde Weitnau im bayerisch-schwäbischen Landkreis Oberallgäu.

## Geographie
Die Einöde liegt circa vier Kilometer nordöstlich des Hauptorts Weitnau. Südlich der Ortschaft verläuft die Bundesstraße 12. Das westlich gelegenen Oberhofen wird zum Gemeindeteil Hub gezählt.

## Ortsname
Der Ortsname bedeutet Gut etwa in der Größe eines halben Hofes.

## Geschichte
Hub wurde erstmals urkundlich im Jahr 1451 mit Hainz Mayer ab der Hub erwähnt.